# FM東広島
株式会社FM東広島（エフエムひがしひろしま）は、広島県東広島市の一部地域を放送区域として超短波放送（FM放送）を行う特定地上基幹放送事業者である。
FM東広島の愛称でコミュニティ放送を行う。

## 概要
2011年（平成23年）に開局した。中国地方で20局目のコミュニティ放送局である。東映の社長であった岡田茂の甥 である岡田章を中心に設立され、岡田は初代社長を務めた。
受信エリアは、東広島市のほぼ全域である。
開局時にFMきららの支援を受けた「きらら方式」を採用しており、放送時間は7時から22時までとしていたが、当初より一部の番組も再放送は行われていた。
2018年にミュージックバードの再送信を開始した。
2022年現在の放送時間は5時から22時までである。平日は大西貴文のTHE NITEの21時台をネットするが、22時で飛び降り、放送を終了する。
インターネット配信はJCBAインターネットサイマルラジオとTuneIn Radioによる。
2024年9月1日より、開局以来初の大規模な番組改編を実施。通勤時間帯の地元情報の強化、音楽番組の充実などを掲げ、帯ワイド番組の再編などを行い、24時間放送となる（夜間〜早朝はミュージックバードの番組を放送）。

## 送信所
| 送信所                                                       | 空中線電力 | 所在地               |
| ------------------------------------------------------------ | ---------- | -------------------- |
| 親局（西条）                                                 | 20W        | 東広島市八本松町篠   |
| 豊栄中継局                                                   | 20W        | 東広島市豊栄町能良   |
| 安芸津中継局                                                 | 10W        | 東広島市安芸津町三津 |
| 黒瀬中継局                                                   | 5W         | 東広島市黒瀬町南方   |
| 河内中継局                                                   | 5W         | 東広島市河内町入野   |
| 志和中継局                                                   | 5W         | 東広島市志和町志和堀 |
| - 親局のコールサインは、JOZZ8AU-FM - 周波数は、すべて89.7MHz |            |                      |

## 沿革
- 2011年（平成23年）
  - 6月8日 - 株式会社FM東広島設立[2]。
  - 8月25日 - 親局及び豊栄中継局の特定地上基幹放送局の予備免許取得[5]。
  - 9月27日 - 試験電波発射開始。
  - 10月4日 - 特定地上基幹放送局の免許取得[6]。
  - 10月8日 - 開局、本放送開始。開局日と翌9日は同時期に開催された「酒まつり」に合わせて10時から17時までの7時間放送。
  - 10月10日 - 通常放送開始。
- 2012年（平成24年）
  - 2月9日 - 黒瀬中継局の免許取得[6]。
  - 3月9日 - 安芸津中継局の免許取得[6]。
  - 3月27日 - 河内・志和安芸津中継局の免許取得[6]。中継局整備後、KAMONケーブルテレビでの再送信開始。
- 2014年（平成26年）9月8日 - 日本コミュニティ放送協会に加盟[7]。
- 2017年（平成29年）8月1日 - インターネット配信を開始。
- 2018年（平成30年）11月8日 - ミュージックバードの番組の放送を開始。
- 2024年（令和6年）9月1日 - 24時間放送を開始。
- 2025年（令和7年）4月5日 - 自社制作番組の『森本ケンタのRadio espress』がミュージックバードを通じ全国のコミュニティ放送局でネットで放送開始[8]

### アナウンサー
- 池田桂子 -  元広島エフエム放送アナウンサー（2011年10月 - 2012年3月）

## 主な自社番組
2025年4月現在
生放送
- たちまちブランチ（月 - 金 9:00 - 10:55）
- もりてつや.セレクション　お昼のクラシック（月 - 木 14:00 - 14:55）
- グッドイブニング897（月　- 木 18:00 - 18:50）
- ひるきん（金 11:00 - 12:55）
- にじから！ひがしひろしま（金　14:00 - 15:25）
- It's My Home!（金 18:00 - 18:50）
- ハッピーモーニングサタデー（土 9:00 - 10:55）
- 青春リフレイン（土 11:00 - 11:55）

収録
- 森本ケンタのRadio espresso（土曜・17:30 - 17:55）※「特定非営利活動法人まちづくりコミュニティデザイン研究所」提供
- 広報番組「東広島日和」

## 緊急告知ラジオ
東広島市は、防災無線の代替として、2014年（平成26年）1月から緊急告知ラジオ（緊急告知FMラジオ）を市内の世帯と事業所に頒布している。
75歳以上のみの世帯または避難行動要支援者の世帯向けには、FM東広島のみを受信するラジオを無償配布している。その他の世帯向けには県域AM・FM局も聴取可能な緊急告知ラジオを有償で販売している。